# Oermingen
Oermingen è un comune francese di 1 246 abitanti situato nel dipartimento del Basso Reno nella regione del Grand Est.

## Società

### Evoluzione demografica
Abitanti censiti